# Myrceugenia correifolia
Myrceugenia correifolia là một loài thực vật có hoa trong Họ Đào kim nương. Loài này được (Hook. & Arn.) O.Berg mô tả khoa học đầu tiên năm 1861.